# Metric
Metric este o formație indie rock și New Wave fondată în 1998 în Toronto, Canada. De-a lungul istoriei lor, trupa a mai locuit și în Montreal, Londra, New York și Los Angeles. Membrii trupei sunt Emily Haines (vocal, sintetizatoare, ocazional chitară electrică, tamburină, pian, muzicuță), James Shaw (chitară electrică, ocazional sintetizatoare, theremin, voce de fundal), Josh Winstead (chitară bas, ocazional sintetizatoare, voce de fundal) și Joules Scott-Key (tobe).
Stilul muzical al formației include elemente de indie rock, New Wave and synthpop.

## Istorie
Emily Haines s-a născut în New Delhi, India și a crescut în Canada. Ea este fiica poetului canadian Paul Haines. Emily a studiat la Etobicoke School of the Arts (ESA). James Shaw, originar din Marea Britanie, a studiat la o universitate muzicală din Boston, SUA.
Formația Metric a fost înființată în 1998 de Emily Haines și James Shaw. În iarna anului 2001 li s-au alăturat Joules Scott-Key și Josh Winstead.
Primul album de studio, Old World Underground, Where Are You Now?, a fost lansat în 2003. Doua single-uri au susținut albumul: "Combat Baby" și "Dead Disco".
În 2004 Metric a aparut în filmul independent Clean, regizat de Olivier Assayas. Într-o scenă a filmului, formația a cântat piesa "Dead Disco".
În octombrie 2004 Metric a lansat cel de-al doilea album de studio, Live It Out. Albumul a fost nominalizat la Polaris Music Prize 2006 pentru Canadian Album of the Year din nou la premiile Juno la categoria Best Alternative Album. Trupa a mai cântat și în deschiderea unor concerte The Rolling Stones.
În 2001 formația a înregistrat albumul Grow Up and Blow Away, dar abia pe 26 iunie 2007 casa de discuri Last Gang Records l-a scos pe piață.
Pe 7 aprilie 2009 Metric a lansat cel mai de succes album al lor, Fantasies la propria lor casa de discuri, Metric Music International. Albumul a fost nominalizat la Polaris Music Prize 2009 pentru Canadian Album of the Year și a câștigat premiul Juno la categoriile Alternative Album of the Year și Group of the Year.
Pe 12 iunie 2012 Metric a lansat cel de-al cincilea album al lor, Synthetica la propria lor casa de discuri, Metric Music International.

## Alte proiecte
Pe lângă Metric, Emily Haines și James Shaw sunt membri ai formației Broken Social Scene. Joules Scott-Key și Josh Winstead au propriul proiect muzical, Bang Lime.
Emily Haines a lansat albumul Cut in Half and Also Double în 1996 și alte două materiale audio cu aliasul Emily Haines & the Soft Skeleton: albumul Knives Don't Have Your Back în 2006 și EP-ul What Is Free To a Good Home? în 2007. Haines a colaborat și cu artiștii Stars, The Crystal Method, Tiësto, The Stills, K.C. Accidental și Delerium.

## Discografie
| - Old World Underground, Where Are You Now? (2003) - Live It Out (2005) - Grow Up and Blow Away (2007) - Fantasies (2009) - Synthetica (2012) - "Combat Baby" (2004) - "Dead Disco" (2004) - "Monster Hospital" (2006) - "Poster of a Girl" (2006) - "Empty" (2007) - "Help, I'm Alive" (2008) - "Front Row" (promo, 2009) - "Gimme Sympathy" (2009) - "Sick Muse" (2009) - "Gold Guns Girls" (2009) - "Stadium Love" (2010) - "Youth Without Youth" (2012) - "Breathing Underwater" (2012) - "Synthetica" (2013) - Live at Metropolis (2008) | - Mainstream EP (1998) - Static Anonymity EP (2001) - Live at Metropolis EP (2007) - Plug In Plug Out (2009) - Spotify Acoustic EP (2010) - Spotify Covers EP (2010) - iTunes Session (2011) - "Calculation Theme" - "IOU" - "Combat Baby" - "Succexy" - "The List" - "Dead Disco" - "Monster Hospital" - "Poster of a Girl" - "Empty" (2 versiuni) - "Help, I'm Alive" - "Gimme Sympathy" - "Sick Muse" - "Gold Guns Girls" - "Stadium Love" - "Eclipse (All Yours)" - "Youth Without Youth" - "Breathing Underwater" |